# Kukułki
Kukułki (Cuculinae) – podrodzina ptaków z rodziny kukułkowatych (Cuculidae). 

## Występowanie
Podrodzina ta obejmuje gatunki występujące na całym świecie oprócz obszarów antarktycznych.

## Systematyka
Do podrodziny należą następujące plemiona:
- Phaenicophaeini G.R. Gray, 1840
- Cuculini Leach, 1819